# Zostérops cannelle
Hypocryptadius cinnamomeus
Genre
Espèce
Statut de conservation UICN

 LC  : Préoccupation mineure
L'Ibon cannelle (Hypocryptadius cinnamomeus), anciennement connu en tant que Zostérops cannelle, est une espèce d'oiseaux de la famille des Passeridae. C'est la seule espèce du genre Hypocryptadius.

## Systématique
Cette espèce a longtemps été placée dans la famille des Zosteropidae.

## Répartition
Cet oiseau est endémique de Mindanao (Philippines).

### GenreHypocryptadius
- (en) Zoonomen Nomenclature Resource (Alan P. Peterson) : Hypocryptadius  dans Passeriformes
- (en) Animal Diversity Web : Hypocryptadius
- (fr + en) ITIS : Hypocryptadius Hartert, 1903

### EspèceHypocryptadius cinnamomeus
- (fr) Oiseaux.net : Hypcryptadius cinnamomeus (+ répartition)
- (en) Congrès ornithologique international : Hypcryptadius cinnamomeus dans l'ordre Passeriformes
- (en) Zoonomen Nomenclature Resource (Alan P. Peterson) : Hypcryptadius cinnamomeus  dans Passeriformes
- (fr + en)  Avibase : Hypocryptadius cinnamomeus Hartert, 1903 (+ répartition) (consulté le 26 avril 2016)
- (en) Animal Diversity Web : Hypocryptadius cinnamomeus
- (en) UICN : espèce Hypocryptadius cinnamomeus (consulté le 29 juin 2019)